# Okolo Slovenska 2022
66. ročník etapového cyklistického závodu Okolo Slovenska se konal mezi 13. a 17. zářím 2022 na Slovensku. Celkovým vítězem se stal Čech Josef Černý z týmu Quick-Step–Alpha Vinyl. Na druhém a třetím místě se umístili Belgičan Mauri Vansevenant (Quick-Step–Alpha Vinyl) a Nizozemec Koen Bouwman (Team Jumbo–Visma). Závod byl součástí UCI Europe Tour 2022 na úrovni 2.1.

## Týmy
Závodu se zúčastnilo 4 z 18 UCI WorldTeamů, 6 UCI ProTeamů, 10 UCI Continental týmů a slovenský národní tým. Všechny týmy nastoupily na start se sedmi závodníky kromě týmu VolkerWessels Cycling Team s šesti závodníky. Alan Banaszek (HRE Mazowsze Serce Polski) se nepostavil na start prologu, závod tak odstartovalo 145 jezdců. Do cíle v Košicích dojelo 128 z nich.
UCI WorldTeamy
- Astana Qazaqstan Team
- Israel–Premier Tech
- Quick-Step–Alpha Vinyl
- Team Jumbo–Visma

UCI ProTeamy
- Bardiani–CSF–Faizanè
- Caja Rural–Seguros RGA
- Eolo–Kometa
- Equipo Kern Pharma
- Human Powered Health
- Team Novo Nordisk

UCI Continental týmy
- Adria Mobil
- ATT Investments
- Biesse Carrera
- Cycling Team Friuli ASD
- Dukla Banská Bystrica
- Elkov–Kasper
- HRE Mazowsze Serce Polski
- Maloja Pushbikers
- Santic–Wibatech
- VolkerWessels Cycling Team

Národní týmy
- Slovensko

## Trasa a etapy
| Etapa         | Datum         | Trasa                       | Vzdálenost | Typ      | Typ                  | Vítěz              |          |
| ------------- | ------------- | --------------------------- | ---------- | -------- | -------------------- | ------------------ | -------- |
| P             | 13. září      | Bratislava                  | 7,0 km     |          | Individuální časovka | Ethan Vernon (GBR) |          |
| 1             | 14. září      | Šamorín – Trnava            | 142,3 km   |          | Rovinatá etapa       | Ethan Vernon (GBR) |          |
| 2             | 15. září      | Hlohovec – Banská Štiavnica | 186,3 km   |          | Horská etapa         | Archie Ryan (IRL)  |          |
| 3             | 16. září      | Detva – Spišská Nová Ves    | 210,0 km   |          | Zvlněná etapa        | Koen Bouwman (NED) |          |
| 4             | 17. září      | Levoča – Košice             | 182,1 km   |          | Zvlněná etapa        | Jasper Haest (NED) |          |
| Celková délka | Celková délka | Celková délka               | 727,7 km   | 727,7 km | 727,7 km             | 727,7 km           | 727,7 km |

## Průběžné pořadí
| Etapa          | Vítěz          | Celkové pořadí | Bodovací soutěž | Vrchařská soutěž  | Soutěž mladých jezdců | Soutěž týmů            |
| -------------- | -------------- | -------------- | --------------- | ----------------- | --------------------- | ---------------------- |
| P              | Ethan Vernon   | Ethan Vernon   | neuděleno       | neuděleno         | Ethan Vernon          | Quick-Step–Alpha Vinyl |
| 1              | Ethan Vernon   | Ethan Vernon   | Ethan Vernon    | Matúš Štocek      | Ethan Vernon          | Quick-Step–Alpha Vinyl |
| 2              | Archie Ryan    | Josef Černý    | Ethan Vernon    | Lorenzo Fortunato | Archie Ryan           | Team Jumbo–Visma       |
| 3              | Koen Bouwman   | Josef Černý    | Ethan Vernon    | Lorenzo Fortunato | Archie Ryan           | Team Jumbo–Visma       |
| 4              | Jasper Haest   | Josef Černý    | Jasper Haest    | Lorenzo Fortunato | Archie Ryan           | Team Jumbo–Visma       |
| Konečné pořadí | Konečné pořadí | Josef Černý    | Jasper Haest    | Lorenzo Fortunato | Archie Ryan           | Team Jumbo–Visma       |

- V etapách 1 a 2 nosil Loe van Belle, jenž byl druhý v soutěži mladých jezdců, bílý dres, protože lídr této klasifikace Ethan Vernon nosil žlutý dres vedoucího závodníka celkového pořadí.
- Ve 2. etapě nosil Gleb Syrica, jenž byl druhý v bodovací soutěži, zelený dres, protože lídr této klasifikace Ethan Vernon nosil žlutý dres vedoucího závodníka celkového pořadí.

## Konečné pořadí
| Legenda | Legenda                         | Legenda | Legenda                               |
| ------- | ------------------------------- | ------- | ------------------------------------- |
|         | Označuje lídra celkového pořadí |         | Označuje lídra vrchařské soutěže      |
|         | Označuje lídra bodovací soutěže |         | Označuje lídra soutěže mladých jezdců |

### Celkové pořadí
| Pořadí | Jezdec                  | Tým                        | Čas         |
| ------ | ----------------------- | -------------------------- | ----------- |
| 1      | Josef Černý (CZE)       | Quick-Step–Alpha Vinyl     | 16h 53' 12" |
| 2      | Mauri Vansevenant (BEL) | Quick-Step–Alpha Vinyl     | + 6"        |
| 3      | Koen Bouwman (NED)      | Team Jumbo–Visma           | + 6"        |
| 4      | Stefan de Bod (RSA)     | Astana Qazaqstan Team      | + 7"        |
| 5      | Jakub Otruba (CZE)      | Elkov–Kasper               | + 7"        |
| 6      | Archie Ryan (IRL)       | Team Jumbo–Visma           | + 13"       |
| 7      | Bart Lemmen (NED)       | VolkerWessels Cycling Team | + 14"       |
| 8      | Abel Balderstone (ESP)  | Caja Rural–Seguros RGA     | + 20"       |
| 9      | Jonathan Lastra (ESP)   | Caja Rural–Seguros RGA     | + 26"       |
| 10     | Davide De Cassan (ITA)  | Cycling Team Friuli ASD    | + 27"       |

### Bodovací soutěž
| Pořadí | Jezdec                  | Tým                        | Body |
| ------ | ----------------------- | -------------------------- | ---- |
| 1      | Jasper Haest (NED)      | VolkerWessels Cycling Team | 42   |
| 2      | Ethan Vernon (GBR)      | Quick-Step–Alpha Vinyl     | 38   |
| 3      | Koen Bouwman (NED)      | Team Jumbo–Visma           | 28   |
| 4      | Michael Mørkøv (DEN)    | Quick-Step–Alpha Vinyl     | 28   |
| 5      | Gleb Syrica             | Astana Qazaqstan Team      | 23   |
| 6      | Peter Schulting (NED)   | VolkerWessels Cycling Team | 19   |
| 7      | Josef Černý (CZE)       | Quick-Step–Alpha Vinyl     | 18   |
| 8      | Mauri Vansevenant (BEL) | Quick-Step–Alpha Vinyl     | 18   |
| 9      | Giovanni Lonardi (ITA)  | Eolo–Kometa                | 16   |
| 10     | Luca Colnaghi (ITA)     | Bardiani–CSF–Faizanè       | 15   |

### Vrchařská soutěž
| Pořadí | Jezdec                     | Tým                     | Body |
| ------ | -------------------------- | ----------------------- | ---- |
| 1      | Lorenzo Fortunato (ITA)    | Eolo–Kometa             | 52   |
| 2      | Diego Pablo Sevilla (ESP)  | Eolo–Kometa             | 21   |
| 3      | Jon Agirre (ESP)           | Equipo Kern Pharma      | 20   |
| 4      | Carlos García Pierna (ESP) | Equipo Kern Pharma      | 17   |
| 5      | Matúš Štoček (SVK)         | ATT Investments         | 10   |
| 6      | Gal Glivar (SLO)           | Adria Mobil             | 10   |
| 7      | Gabriele Petrelli (ITA)    | Cycling Team Friuli ASD | 10   |
| 8      | Pavol Rovder (SVK)         | Dukla Banská Bystrica   | 9    |
| 9      | Jakub Otruba (CZE)         | Elkov–Kasper            | 8    |
| 10     | Jan Bárta (CZE)            | Elkov–Kasper            | 8    |

### Soutěž mladých jezdců
| Pořadí | Jezdec                       | Tým                     | Čas         |
| ------ | ---------------------------- | ----------------------- | ----------- |
| 1      | Archie Ryan (IRL)            | Team Jumbo–Visma        | 16h 53' 25" |
| 2      | Abel Balderstone (ESP)       | Caja Rural–Seguros RGA  | + 7"        |
| 3      | Davide De Cassan (ITA)       | Cycling Team Friuli ASD | + 14"       |
| 4      | Alastair Mackellar (AUS)     | Israel–Premier Tech     | + 19"       |
| 5      | Alex Tolio (ITA)             | Bardiani–CSF–Faizanè    | + 34"       |
| 6      | Johannes Staune-Mittet (NOR) | Team Jumbo–Visma        | + 1' 59"    |
| 7      | Alessandro Pinarello (ITA)   | Bardiani–CSF–Faizanè    | + 2' 31"    |
| 8      | Loe van Belle (NED)          | Team Jumbo–Visma        | + 2' 47"    |
| 9      | Gal Glivar (SLO)             | Adria Mobil             | + 4' 50"    |
| 10     | Giulio Pellizzari (ITA)      | Bardiani–CSF–Faizanè    | + 7' 57"    |

### Soutěž týmů
| Pořadí | Tým                     | Čas         |
| ------ | ----------------------- | ----------- |
| 1      | Team Jumbo–Visma        | 50h 40' 23" |
| 2      | Caja Rural–Seguros RGA  | + 44"       |
| 3      | Quick-Step–Alpha Vinyl  | + 49"       |
| 4      | Equipo Kern Pharma      | + 2' 48"    |
| 5      | Bardiani–CSF–Faizanè    | + 4' 44"    |
| 6      | Eolo–Kometa             | + 5' 07"    |
| 7      | Astana Qazaqstan Team   | + 10' 29"   |
| 8      | Cycling Team Friuli ASD | + 11' 44"   |
| 9      | Elkov–Kasper            | + 18' 31"   |
| 10     | Human Powered Health    | + 20' 31"   |